# الإرهاب الأحمر
الإرهاب الأحمر هو فترة قمع سياسي وقتل جماعي شنها البلاشفة عقب اندلاع الحرب الاهلية الروسية عام 1918. يستخدم المصطلح عادة ليصف القمع السياسي أثناء كامل الفترة ما بين (1917 – 1922)، وهو يختلف عن الإرهاب الأبيض الذي شنه الجيش الأبيض (من الروس وغيرهم) ضد أعدائهم البلاشفة. انتهج الإرهاب الأحمر نهج إرهاب الثورة الفرنسية. وقد نفذت قوات التشيكا (الشرطة السرية البلشفية) أعمال الإرهاب الأحمر القمعية. تقدر أعداد الأشخاص الذين لاقوا حتفهم أثناء الإرهاب الأحمر خلال الفترة القمعية الأولى بنحو 10 آلاف شخص. وتتفاوت التقديرات للعدد الكلي لضحايا القمع البلشفي بشكل كبير. يؤكد أحد المصادر على أن العدد الكلي لضحايا حملات القمع والتهدئة قد يصل إلى 1.3 مليون شخص، بينما يقدر آخر أن عدد القتلى كان 28 ألفا لكل عام، بدءا من ديسمبر 1917 وحتى فبراير 1922. لكن المصادر الأكثر موثوقية تقدر عدد القتلى الكلي بنحو 100 ألف، بينما تشير مصادر أخرى إلى عدد يبلغ 200 ألف.

## الهدف
وصف الإرهاب الأحمر في التاريخ السوفيتي على أنه فترة حرب ضد منهاضي الثوار أثناء الحرب الأهلية الروسية بين عامي 1918 – 1921، واستهدف أولئك الذين أخذوا جانب الجيش الأبيض. اتخذ البلاشفة شعار «من ليس معنا هو ضدنا» للإشارة إلى أي فصائل معادية للبلشفية، مثل البيض، وذلك بغض النظر عما إذا كانت تلك الفصائل داعمة فعلا لقضية الجيش الأبيض. قال ليون تروتسكي عام 1920:
ثم مضى تروتسكي في مقارنة الإرهاب بالثورة لكي يجد البلاشفة تبريرا له: